# Stan Wawrinka
Stanislas Wawrinka, detto Stan (Losanna, 28 marzo 1985), è un tennista svizzero.
Affermatosi a livelli di eccellenza a quasi trent'anni, è considerato uno dei più grandi giocatori della sua generazione ed è famoso per l'eleganza e potenza del suo rovescio a una mano. Ha vinto in carriera in singolare 16 titoli ATP, tra cui tre tornei del Grande Slam (l'Australian Open 2014, il Roland Garros 2015 e lo US Open 2016) e il Masters 1000 di Monte Carlo 2014.
Tra le sue più importanti vittorie vanno inoltre annoverate quella in doppio alle Olimpiadi di Pechino, in coppia con Roger Federer, e la Coppa Davis 2014 con la Svizzera. Il suo miglior ranking ATP è stato il 3º posto raggiunto il 27 gennaio 2014.

## Biografia
Stanislas Wawrinka è nato in Svizzera da padre tedesco di origini polacche e ceche, Wolfram, e da madre elvetica, Isabelle. Entrambi i genitori lavorano in una fattoria di agricoltura biologica e aiutano le persone diversamente abili. Il fratello maggiore Jonathan è istruttore di tennis ed ex giocatore professionista, e le due sorelle più giovani, Djanaee e Naella, a loro volta giocano a tennis. È stato portabandiera per la Svizzera alle Olimpiadi di Londra 2012. I suoi hobby sono i film e la musica. È tifoso del club di hockey di Losanna. È conosciuto anche con i soprannomi Stanimal e Stan the Man.
Si è sposato nel 2009 con Ilham Vuilloud, modella e presentatrice tv, con la quale nel 2010 ha avuto la figlia Alexia. Nel 2015 comunica la separazione dalla moglie e nello stesso periodo intraprende una relazione con la collega tennista Donna Vekić, terminata poi nel 2019. Sul braccio destro ha tatuato il nome della figlia e sul sinistro la citazione di Samuel Beckett: "Ever tried. Ever Failed. No matter. Try again. Fail again. Fail Better" (letteralmente: "Hai sempre provato. Hai sempre fallito. Non importa. Prova ancora. Fallisci ancora. Fallisci meglio"). Al riguardo Wawrinka ha dichiarato: "È la mia visione della vita e del tennis. Se non sei Roger o Rafa o Andy o Nole non vinci tanti tornei, perdi sempre. Ma hai bisogno di prendere gli aspetti positivi delle sconfitte, e tornare al lavoro e continuare a giocare. Perché se una sconfitta ti ammazza, è difficile giocare a tennis."

## Carriera

### Juniores: trionfo al Roland Garros e 7º nel ranking mondiale
Wawrinka inizia a giocare a tennis all'età di 8 anni e a livello internazionale all'età di 14. Nel periodo in cui gioca tra gli juniores non ottiene particolari risultati fino al giugno 2003, quando trionfa nel torneo juniores del Roland Garros sconfiggendo in finale Brian Baker per 7-5, 4-6, 6-3. Il successo gli vale il 7º posto nella classifica mondiale, che resterà il suo miglior ranking da juniores.

### 2001-2002: inizi tra i professionisti
Nell'ottobre 2001 debutta da professionista nell'ITF Men's Circuit vincendo al primo turno del Futures Spain F14 e perdendo al secondo turno. Al suo secondo impegno, nel luglio 2002, si affaccia nel circuito maggiore e viene eliminato al primo turno di qualificazione del torneo ATP di Gstaad da Lovro Zovko. Fa la sua terza apparizione nell'ottobre 2002 partecipando al torneo ITF Spain F18, dove vince due incontri ed esce nei quarti di finale.

### 2003: Roland Garros juniores e primi Challenger
Inizia a giocare stabilmente tra i professionisti nel 2003 e in febbraio disputa la sua prima finale ITF al Futures F4 di Spagna, perdendola contro Iván Navarro. Nelle settimane successive debutta prima nel circuito Challenger, al torneo di Lugano, dove vince il suo primo incontro nella categoria, e quindi nel circuito ATP all'Open di Gstaad, perdendo al primo turno contro il nº 99 ATP Jean-René Lisnard. Subito dopo vince il primo incontro ATP battendo Hugo Armando nel Dutch Open 2003 e la settimana successiva supera il primo turno anche nel torneo ATP di Umago. In agosto vince il primo Challenger alla San Benedetto Tennis Cup superando in finale Salvador Navarro e la settimana dopo si ripete al Geneva Open Challenger. Chiude la stagione al 171º posto del ranking ATP.

### 2004: debutto in Coppa Davis e prima finale ATP in doppio
In gennaio viene eliminato nelle qualificazioni dell'Australian Open, alla sua prima esperienza in uno Slam, e nel prosieguo della stagione fallirà le qualificazioni anche al Roland Garros e agli US Open. In febbraio debutta in Coppa Davis nell'ultimo incontro della sfida con la Romania, perdendo in tre set contro Victor Hănescu dopo che la Svizzera si è già assicurata il passaggio ai quarti. Salvo alcune apparizioni nei tornei ATP, concentra la stagione soprattutto nei Challenger. In marzo supera per la prima volta un top 100 del ranking ATP, il danese nº 96 Kenneth Carlsen, al Challenger di Besançon, e in aprile si aggiudica il Challenger Ciutat de Barcelona. In luglio disputa la sua prima finale ATP nel torneo di doppio di Gstaad, in coppia con Marc Rosset, e viene sconfitto da Leander Paes / David Rikl per 4-6, 2-6. In agosto perde la finale nel Challenger di San Pietroburgo e la settimana dopo si conferma campione al Challenger di Ginevra; a fine anno è 168º nel ranking.

### 2005: Top 100, prima finale ATP in singolare e prima vittoria su un top 10
Nel febbraio 2005 batte al primo turno del Rotterdam Open il nº 27 ATP Sébastien Grosjean e al secondo viene battuto dal nº 1 Federer che vincerà il torneo. Due settimane dopo perde entrambi i singolari nell'incontro di Coppa Davis vinto 3-2 dai Paesi Bassi. In aprile supera tre top 100 nei primi turni dell'ATP di Barcellona e viene battuto nei quarti dal nº 22 Radek Štěpánek. A fine torneo entra per la prima tra i primi 100 giocatori al mondo e da questo momento concentra la carriera quasi esclusivamente sui tornei ATP. In maggio vince per la prima volta un match in un Masters Series agli Internazionali d'Italia battendo il nº 47 Tomáš Berdych, viene poi superato al secondo turno da Fernando Verdasco. Tre settimane dopo vince il suo primo match nel tabellone principale di uno Slam al Roland Garros battendo il nº 23 Nicolás Massú al primo turno.
In luglio arriva per la prima volta in una finale ATP allo Swiss Open Gstaad e viene battuto dal nº 13 ATP Gastón Gaudio, risultato che gli consente di arrivare al 53º posto del ranking. Al secondo turno degli US Open batte per la prima volta un top 10 ATP, il nº 10 Mariano Puerta, che supera in cinque set prima di arrendersi a Massú al terzo turno. Poco dopo vince entrambi i singolari nel play-off di Davis in cui la Svizzera supera la Gran Bretagna 5-0.

### 2006: primo titolo ATP e top 30
La semifinale raggiunta all'ATP di Auckland lo porta al 46º posto del ranking. Le sue due vittorie in singolare non evitano la sconfitta della Svizzera nel primo turno di Davis contro l'Australia. In aprile perde in semifinale a Barcellona dal nº 15 ATP Tommy Robredo. Dopo essere arrivato al terzo turno a Wimbledon, il 30 luglio vince il primo titolo ATP all'Umago Open battendo in finale Novak Djokovic, ritiratosi sul 6-6 del primo set. Al secondo turno del Cincinnati Open batte per la prima volta un top 5, il nº 4 David Nalbandian, e al terzo turno perde contro Fernando González. Il mese successivo perde in singolare contro Djokovic nello spareggio di Coppa Davis in cui la Svizzera supera la Serbia per 4-1. Al terzo turno degli US Open perde di nuovo contro Robredo, che era nel frattempo arrivato al 5º posto del ranking. In ottobre batte il nº 3 ATP Nalbandian nei quarti a Basilea e in semifinale perde nuovamente dal nº 7 Fernando Gonzalez. Questi risultati gli consentono di ritoccare il best ranking arrivando al 29º posto.

### 2007: infortunio al ginocchio destro

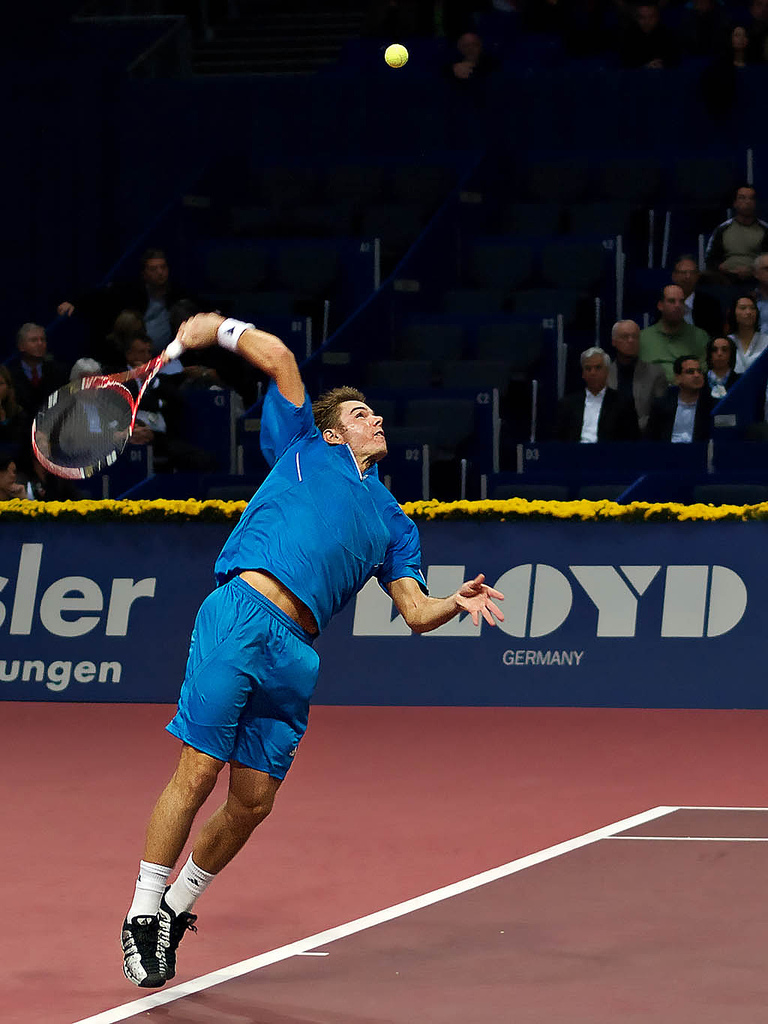
Ottobre 2007 a Basilea

Il 2007 comincia con le sconfitte nei primi incontri giocati a Doha e Auckland e con il terzo turno raggiunto agli Australian Open, dove viene seccamente battuto da Nadal con un triplo 2-6. Subito dopo viene operato al ginocchio destro e rientra nel circuito in maggio con una serie di eliminazioni al primo turno a Roma, Amburgo e Poertschach. Al secondo turno del Roland Garros cede in quattro set al nº 7 del mondo Ivan Ljubičić. Viene eliminato al primo turno sull'erba di Halle, Nottingham e Wimbledon e in luglio a Stoccarda perde la finale in due set dal nº 2 del mondo Nadal. Viene quindi battuto al primo turno a Umago, dove si presenta come campione uscente.
All'inizio della stagione sul cemento americano viene battuto al secondo turno dal nº 13 ATP Michail Južnyj a Montréal e al primo turno a Cincinnati dal nº 20 Lleyton Hewitt. Al terzo turno a New Heaven batte finalmente Robredo e viene eliminato ai quarti da Mardy Fish. Agli US Open supera i primi tre turni e viene battuto negli ottavi in cinque set da Juan Ignacio Chela. Qualche giorno dopo perde entrambi i singolari nel play-off di Davis contro la Repubblica Ceca, che supera la Svizzera per 3-2 e la fa retrocedere dal gruppo mondiale. In ottobre perde 4-6, 0-6 la finale a Vienna contro il nº 3 ATP Djokovic. Nel Masters 1000 di Parigi perde al terzo turno da Nadal dopo essersi preso la rivincita su Chela al secondo turno. Chiude la tribolata stagione al 36º posto del ranking.

### 2008: medaglia d'oro in doppio alle Olimpiadi di Pechino, prima finale di un Masters Series e top 10
Apre la stagione perdendo la finale di Doha contro il nº 11 ATP Andy Murray, a cui fanno seguito le eliminazioni al primo turno a Sydney e al secondo agli Australian Open. Ai quarti dell'Indian Wells Open perde contro Djokovic dopo aver battuto Berdych e Marcos Baghdatis. Dopo la semifinale persa a Barcellona contro David Ferrer, raggiunge la sua prima finale in un Masters Series agli Internazionali d'Italia battendo nell'ordine Marat Safin, Andy Murray, Juan Carlos Ferrero, James Blake e Andy Roddick, per poi arrendersi nell'atto conclusivo al nº 3 Novak Đoković con il punteggio di 4-6, 6-3, 6-3. L'impresa lo proietta al 10º posto del ranking.
Al terzo turno del Roland Garros viene battuto in cinque set da Fernando González ma migliora il best ranking arrivando in 9ª posizione. A Wimbledon perde agli ottavi da Marat Safin e qualche giorno dopo esce in semifinale a Gstaad. Alle Masters Series di Toronto viene eliminato al terzo turno da Andy Murray. La stagione americana viene interrotta per le Olimpiadi di Pechino, dove il 16 agosto Wawrinka vince la medaglia d'oro nel doppio in coppia con Roger Federer battendo in finale gli svedesi Simon Aspelin e Thomas Johansson per 6-3, 6-4, 6-7, 6-3. Nel torneo di singolare viene sconfitto in due set da Jürgen Melzer al secondo turno. Ai successivi US Open viene nuovamente battuto da Murray agli ottavi. Chiude la stagione al 13º posto nel ranking.

### 2009: semifinale a Montecarlo
A Chennai perde al primo turno da Flavio Cipolla e agli Australian Open al terzo contro Berdych. Nel primo turno della Coppa Davis batte James Blake in quattro set e nel secondo singolare viene sconfitto da Andy Roddick in 3 set. Nel Masters 1000 di Indian Wells supera Andreas Seppi e Sam Querrey prima di essere sconfitto da Đoković con un doppio 6-7. Nel successivo Masters 1000 di Miami, dopo le vittorie contro Seppi e Igor' Andreev viene eliminato dal numero 1 del mondo Rafael Nadal.
Apre la stagione europea sulla terra rossa perdendo in tre set in semifinale nel Masters 1000 di Montecarlo contro Djokovic dopo che al terzo turno aveva battuto per la prima volta Federer, nº 2 del mondo. Agli Internazionali d'Italia viene sconfitto al terzo turno in tre set dal nº 6 ATP Juan Martín del Potro, che lo batte di nuovo al terzo turno del successivo Madrid Open. Esce al terzo turno anche al Roland Garros, questa volta per mano di Nikolaj Davydenko. Al torneo di Wimbledon viene battuto in cinque set negli ottavi di finale da Andy Murray. Sul cemento di Montréal viene sconfitto al terzo turno da Federer, mentre a Cincinnati e agli US Open esce al primo turno.

### 2010: secondo titolo ATP
Inizia la stagione perdendo con due tie-break la finale al Chennai Open da Marin Čilić, che lo supera anche al terzo turno dell'Australian Open 2010. Nel primo turno di Coppa Davis perso 1-4 contro i campioni uscenti della Spagna, vince il primo match in cinque set contro Nicolás Almagro e viene sconfitto da David Ferrer. Al Miami Masters perde da Michail Južnyj agli ottavi in tre set.
Vince il secondo titolo ATP al torneo di Casablanca battendo 6-2, 6-3 in finale Victor Hănescu, che supera anche al primo turno del Monte Carlo Masters, al secondo si impone su Ernests Gulbis e negli ottavi viene eliminato da Đoković. Agli Internazionali d'Italia batte nell'ordine Jürgen Melzer, Tomáš Berdych e il numero 7 del mondo Robin Söderling, e nei quarti raccoglie solo 5 giochi contro Nadal. Al Serbia Open viene eliminato in semifinale da John Isner e al successivo Madrid Open batte Marcel Granollers e Leonardo Mayer, al terzo turno viene sconfitto dal nº 1 del mondo Federer. Al Roland Garros supera i primi tre turni senza perdere alcun set contro Jan Hájek, Andreas Beck e Fabio Fognini, e nei quarti è nuovamente eliminato da Federer. Dopo la vittoria nella finale del Challenger di Lugano su Potito Starace, al Torneo di Wimbledon perde al primo turno contro Denis Istomin.

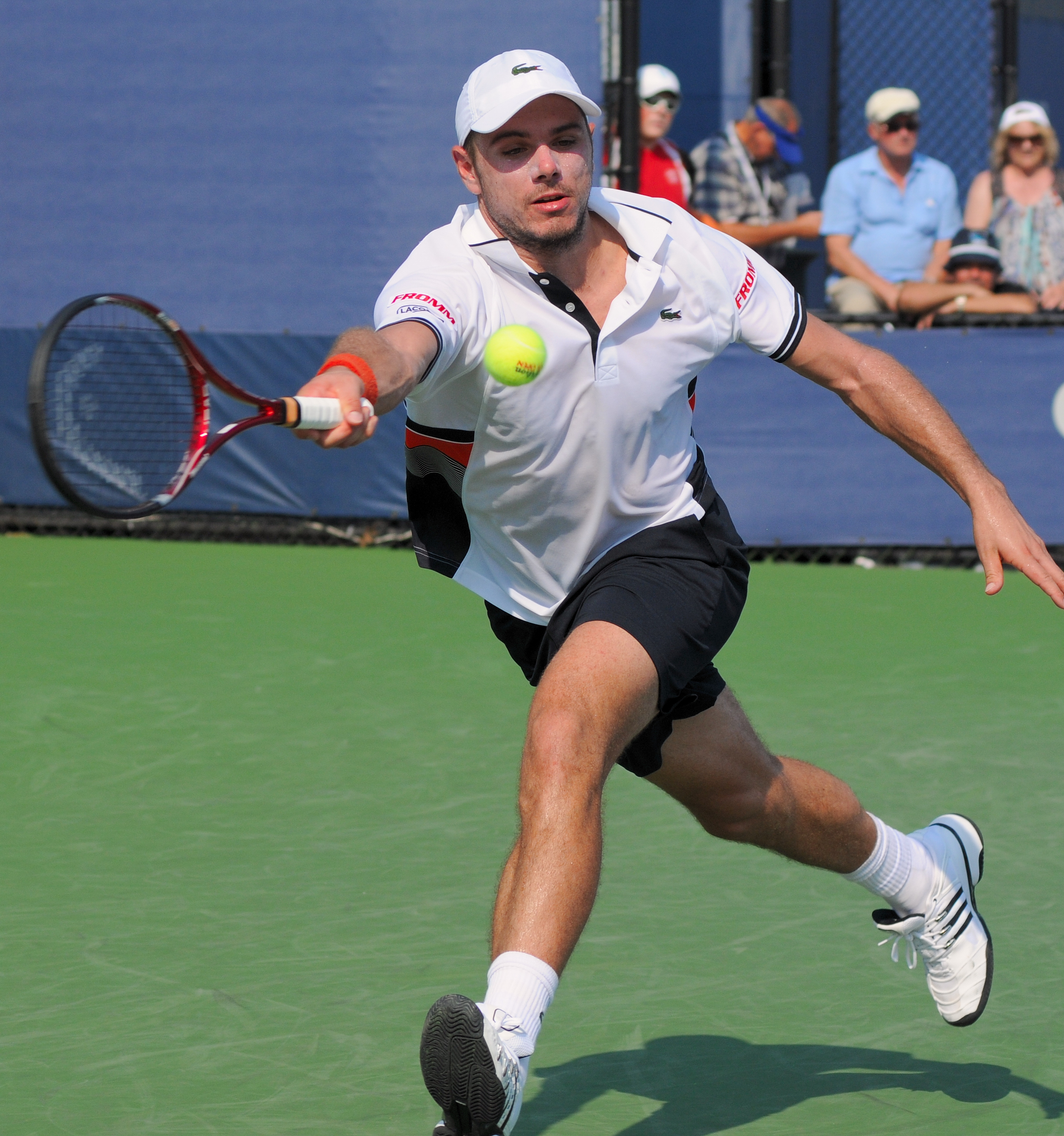
Wawrinka in azione agli US Open

Inizia la stagione sul cemento americano a Washington e viene eliminato al primo incontro da David Nalbandian, che vincerà il torneo. Viene eliminato al secondo turno sia al Masters canadese, sconfitto da Rafael Nadal, che a Cincinnati, dove viene eliminato da Julien Benneteau. Agli US Open vince i primi due turni contro Michail Kukuškin e Juan Ignacio Chela. Al turno successivo supera al quarto set con una grande prestazione il nº 4 ATP Andy Murray, al quarto turno vince contro Sam Querrey e nei quarti esce sconfitto da Michail Južnyj, entrambi gli incontri in cinque set. Questi risultati gli permettono di risalire al 20º posto della classifica mondiale. Nel play-off di Davis perso 5-0 dalla Svizzera contro il Kazakistan viene sconfitto in cinque set da Michail Kukuškin. Allo Shanghai Masters batte Gilles Simon e al secondo turno perde da Nadal con un doppio 4-6. All'indoor di Stoccolma perde ai quarti da Roger Federer, a Valencia viene eliminato al secondo match da Gaël Monfils, mentre al Paris Masters si ferma nuovamente agli ottavi contro Robin Söderling.

### 2011: terzo titolo ATP

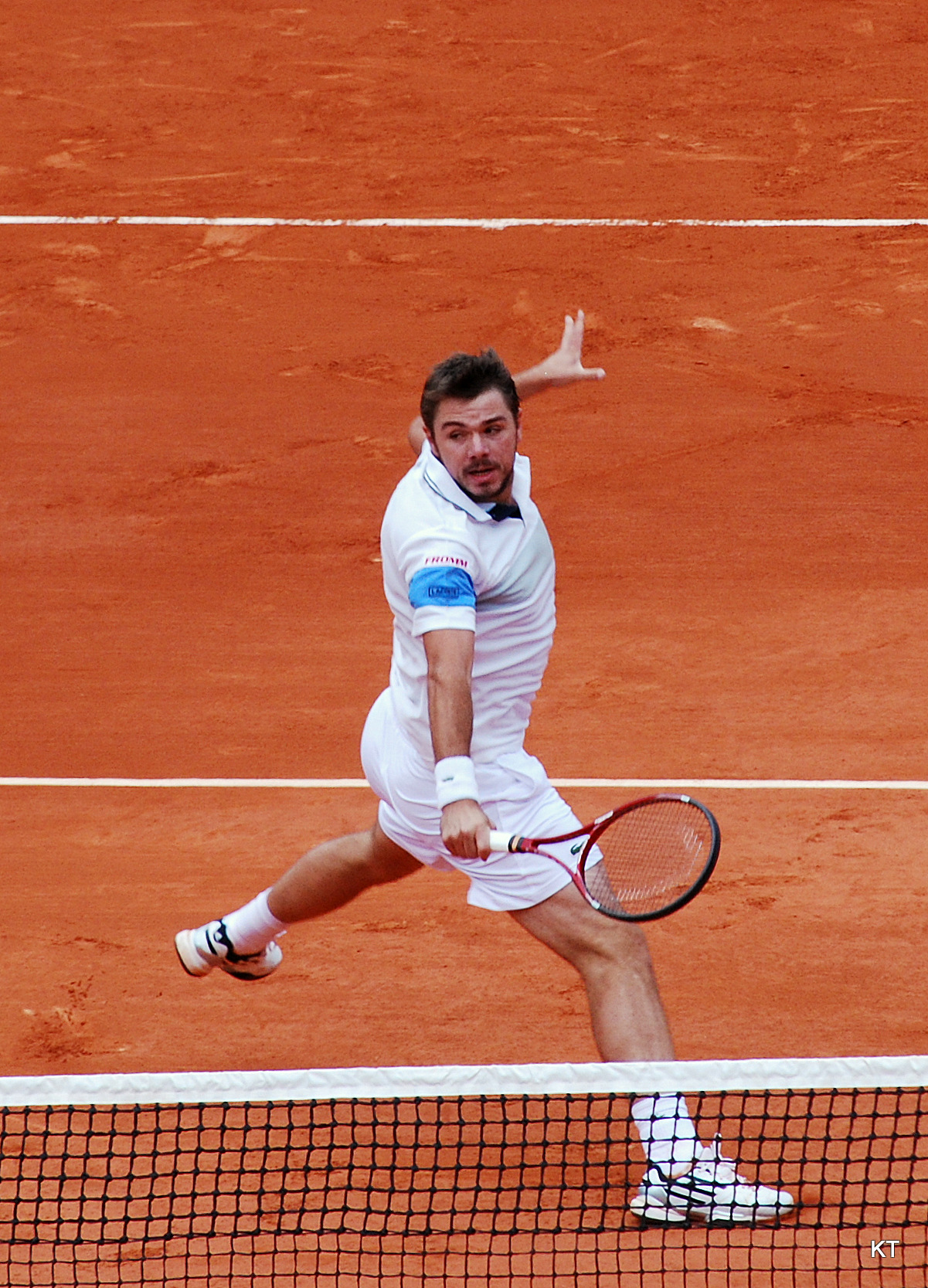
Wawrinka esegue una volée agli Open di Francia

Nel primo torneo stagionale conquista il titolo a Chennai battendo in semifinale il nº 6 del mondo Berdych e in finale Xavier Malisse per 7-5, 4-6, 6-1. Agli Australian Open elimina Tejmuraz Gabašvili, Grigor Dimitrov, Gaël Monfils, agli ottavi il nº 8 del mondo Andy Roddick e nei quarti viene eliminato in tre set da Federer. A Buenos Aires perde in semifinale da Juan Ignacio Chela, mentre ad Acapulco viene estromesso nei quarti da Aleksandr Dolhopolov. A Indian Wells batte Davydenko, Čilić e Berdych prima di arrendersi nei quarti ancora a Federer. Perde quindi al primo incontro al Masters 1000 di Miami, a Monaco di Baviera e al Madrid Open. Agli Internazionali d'Italia batte Fabio Fognini e Filippo Volandri prima di essere eliminato in due set da Đoković. Al terzo turno degli Open di Francia vince in rimonta dopo essere stato in svantaggio di due set contro Jo-Wilfried Tsonga prima di essere eliminato ancora da Federer. Sull'erba del Queen's viene subito eliminato da James Ward, mentre a Wimbledon perde al secondo incontro da Simone Bolelli. Sconfigge in Coppa Davis Frederico Gil nella sfida vinta 5-0 con il Portogallo. Nei quarti di finale a Gstaad perde in due set da Marcel Granollers.
A Montréal batte ai primi turni David Nalbandian, Michael Russell e Kevin Anderson e viene eliminato nei quarti in tre set da Mardy Fish. Esce al primo turno al Masters 1000 di Cincinnati e al secondo agli US Open. Nei play-off di Coppa Davis la Svizzera batte 3-2 l'Australia sull'erba di Sydney; Wawrinka perde il primo match contro Bernard Tomić e vince al quinto set quello decisivo contro Lleyton Hewitt. Al Masters 1000 di Shanghai cede negli ottavi contro Andy Murray. Eliminato al primo turno a Stoccolma, agli Swiss Indoors batte Ivan Dodig, Robin Haase e Florian Mayer e accede alla semifinale, dove viene sconfitto per la quarta volta in stagione da Federer. Nell'ultimo torneo stagionale di Parigi-Bercy perde subito da John Isner.

### 2012: quattro semifinali ATP
Al primo torneo stagionale viene sconfitto nei quarti a Chennai da Gō Soeda. Agli Australian Open 2012 supera Benoît Paire e Marcos Baghdatis e al terzo turno viene estromesso in tre set da Nicolás Almagro. Al primo turno di Coppa Davis perso 5-0 a Friburgo contro gli Stati Uniti viene sconfitto nel primo incontro da Mardy Fish e in doppio in coppia con Federer. A Buenos Aires supera Horacio Zeballos, Benoît Paire e Kei Nishikori prima di essere battuto in semifinale da Nicolás Almagro. Ad Acapulco elimina gli specialisti della terra battuta Juan Carlos Ferrero e Albert Ramos Viñolas, ai quarti supera Jérémy Chardy e viene sconfitto in semifinale da Fernando Verdasco. Al primo Masters 1000 stagionale di Indian Wells sconfigge Robby Ginepri e viene eliminato da Gilles Simon.
Al Masters di Monte Carlo batte nei primi turni Feliciano López, Pablo Andújar e Nicolás Almagro e viene eliminato nei quarti da Rafael Nadal. All'Estoril perde in semifinale da Juan Martín del Potro. Al torneo di Madrid batte Olivier Rochus e Jürgen Melzer prima della sconfitta in due set subita negli ottavi dal numero 1 del mondo Đoković. Agli Internazionali d'Italia vince contro Robin Haase e Janko Tipsarević e negli ottavi viene eliminato da Andreas Seppi dopo aver sprecato alcuni match-point. Al Roland Garros sconfigge in cinque set Flavio Cipolla e in quattro set Pablo Andújar. Al terzo turno impiega 4 ore e 33 minuti per superare Gilles Simon in cinque set; anche l'incontro degli ottavi si risolve al quinto parziale e viene vinto da Jo Wilfried Tsonga.

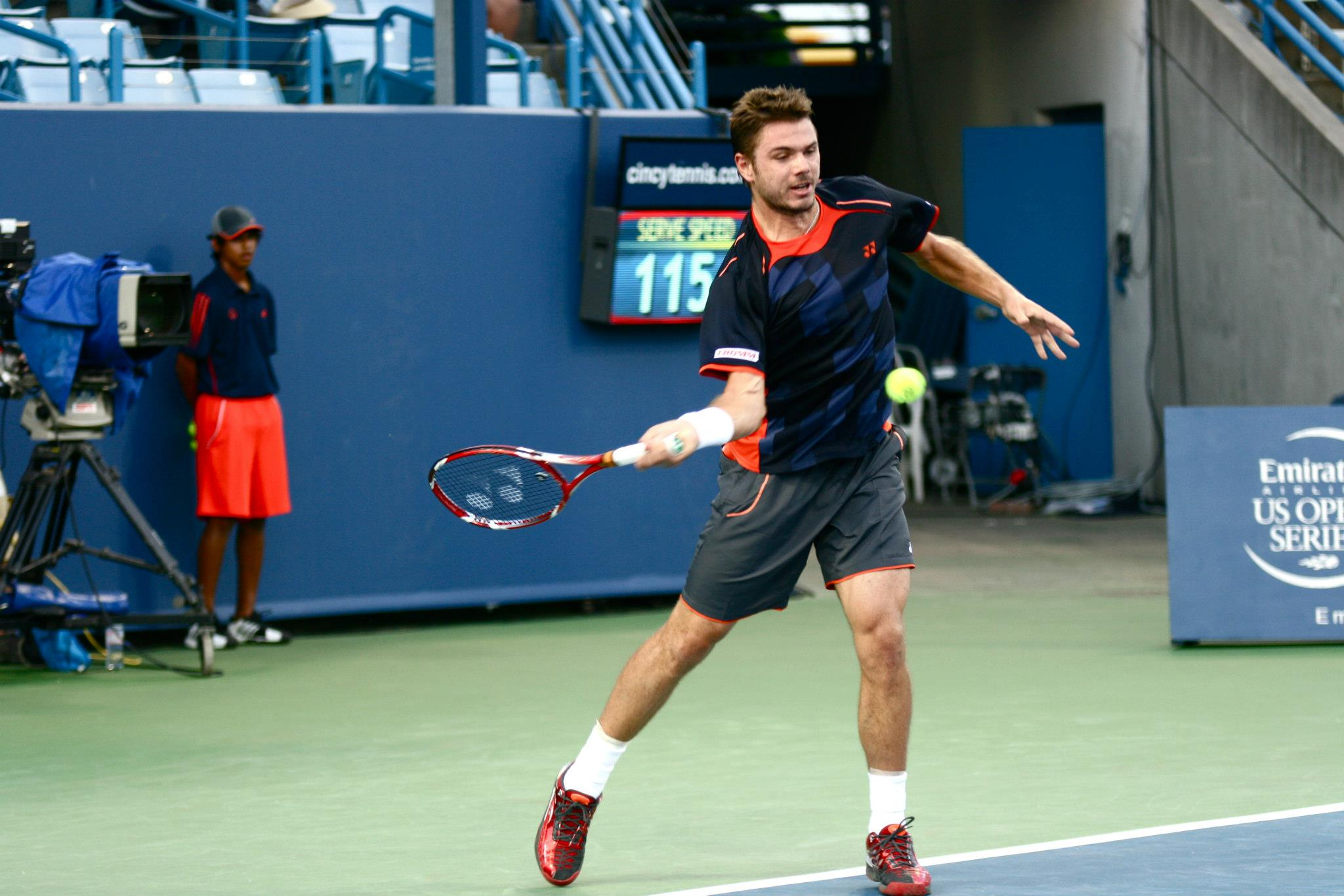
Wawrinka colpisce di dritto a Cincinnati

A Wimbledon viene eliminato in cinque set al primo incontro da Jürgen Melzer. Anche a Gstaad perde all'esordio, questa volta da Paul-Henri Mathieu. Alle Olimpiadi di Londra è portabandiera dopo la rinuncia di Federer e viene sconfitto 3-6, 3-6 al primo turno da Andy Murray, che si aggiudicherà la medaglia d'oro. Torna protagonista a Cincinnati battendo nell'ordine Paul Henri Mathieu, David Ferrer, Kei Nishikori e nei quarti Milos Raonic. In semifinale viene eliminato da Federer con lo score di 6-7, 3-6. Agli US Open supera al terzo Aleksandr Dolhopolov e si ritira per un problema fisico durante il match con Đoković.
Al play-off di Coppa Davis di Amsterdam vinto 3-2 dalla Svizzera sull'Olanda sconfigge Robin Haase nel primo singolare e perde il doppio in coppia con Federer. Inizia la tournée asiatica al Japan Open vincendo in tre set contro Hiroki Moriya e Jérémy Chardy, e nei quarti è nuovamente battuto da Murray. A Shanghai soffre ma supera i primi due turni contro Albert Ramos Viñolas e Denis Istomin; nei quarti viene sconfitto 0-6 nel set decisivo da Federer. A Basilea perde al primo incontro da Nikolaj Davydenko e al Masters di Parigi viene eliminato al secondo da David Ferrer, futuro campione del torneo. Chiude l'anno al 17º posto della classifica mondiale

### 2013: ritorno nella top 10
Al Chennai Open viene sconfitto nei quarti da Aljaž Bedene ma vince in coppia con Paire il suo secondo titolo in doppio dopo quello vinto alle Olimpiadi di Pechino. All'Australian Open supera i primi tre turni senza perdere alcun set e negli ottavi viene eliminato al quinto set dal numero 1 del mondo Đoković dopo oltre 5 ore di gioco. Nel primo turno di Coppa Davis a Ginevra contro la Repubblica Ceca batte Lukáš Rosol, perde il doppio e viene sconfitto nel match decisivo da Berdych. La Svizzera è costretta al play-off di settembre, mentre i cechi si aggiudicheranno il torneo. A Buenos Aires perde 4-6, 6-3, 1-6 in finale da David Ferrer, mentre ad Acapulco viene subito estromesso da Fabio Fognini. Al Masters di Indian Wells sconfigge Lleyton Hewitt prima di perdere contro Federer negli ottavi.

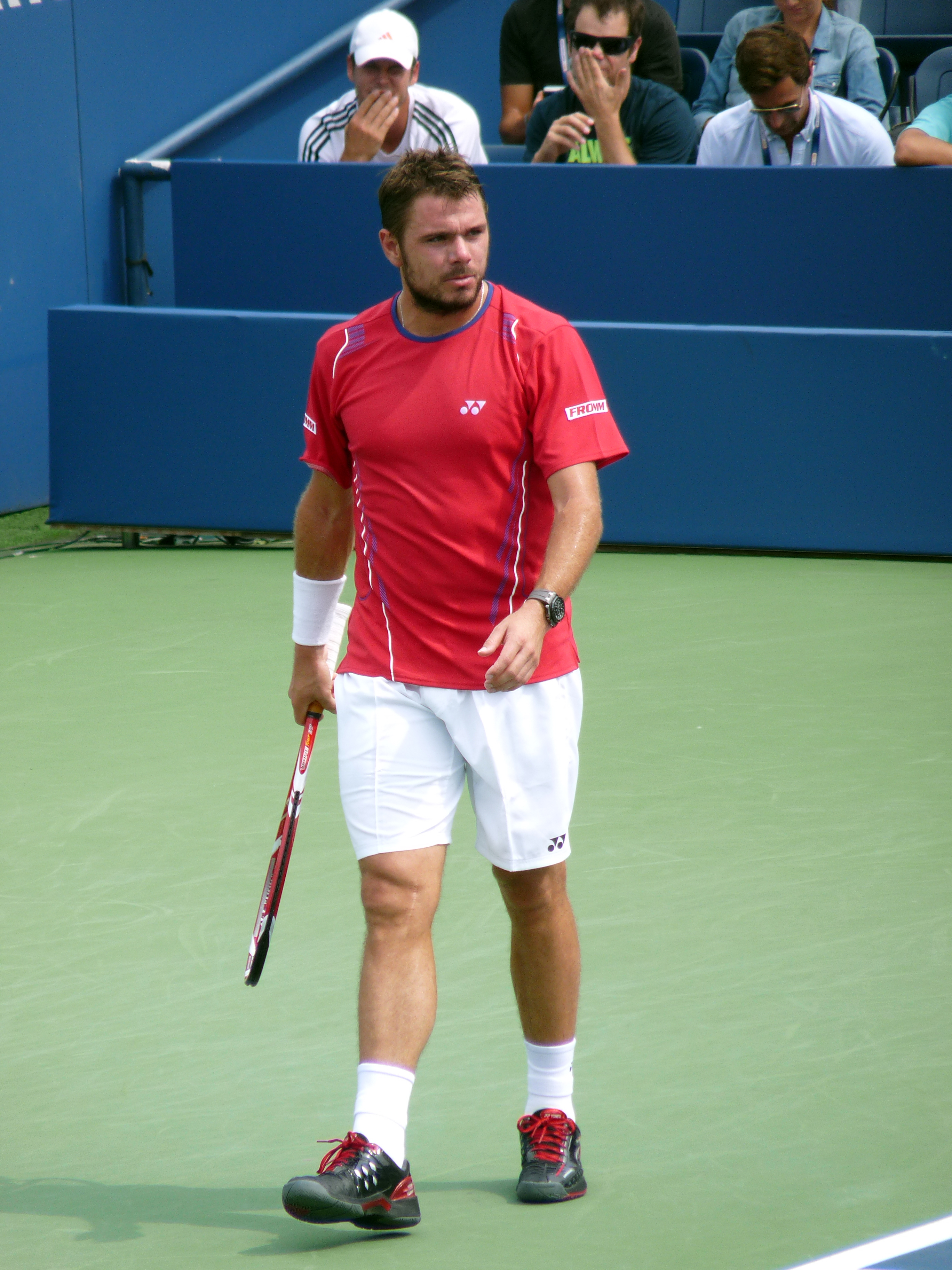
Stan agli US Open 2013

Sconfitto al primo turno sulla terra rossa di Casablanca, al Masters 1000 di Monte Carlo supera il numero 2 del mondo Andy Murray, al quale concede solo tre giochi, e nei quarti viene estromesso da Jo-Wilfried Tsonga. Al Portugal Open conquista il quarto titolo in carriera superando in finale David Ferrer per 6-1, 6-4. Al Madrid Open batte Grigor Dimitrov, che aveva eliminato Novak Đoković, e nei quarti si prende la rivincita contro Jo-Wilfried Tsonga; in semifinale supera Tomáš Berdych, finalista della precedente edizione. La finale lo vede battuto da Nadal per 2-6, 4-6, a fine torneo rientra nella top 10. Si ritira al secondo turno degli Internazionali d'Italia per un problema alla coscia. Al Roland Garros accede ai quarti con il successo al quinto set contro Richard Gasquet dopo essersi trovato in svantaggio di due set, e raccoglie solo sei giochi contro Nadal. Arriva per la prima volta in finale sull'erba di 's-Hertogenbosch e viene sconfitto 3-6, 4-6 da Nicolas Mahut, mentre a Wimbledon viene eliminato al primo turno da Lleyton Hewitt. Si ritira al secondo turno al torneo di Gstaad.
Viene eliminato al primo turno nel Masters canadese e al secondo al Cincinnati Open. Agli US Open supera nell'ordine Radek Štěpánek, Ivo Karlović e Marcos Baghdatis. Negli ottavi batte Tomáš Berdych, nei quarti concede 9 soli giochi al campione in carica Andy Murray e in semifinale cede al quinto set a Đoković. Nello spareggio di Coppa Davis vinto 4-1 contro l'Ecuador vince il primo singolare e in doppio in coppia con Michael Lammer. Comincia la tournée in Asia al Malaysian Open e viene sconfitto in semifinale da Julien Benneteau. Al China Open esce al secondo turno per mano di Sam Querrey e a fine torneo diventa nº 8 del mondo. A Shanghai supera i potenti Kevin Anderson e Milos Raonic prima della sconfitta nei quarti contro Nadal. Eliminato al primo turno a Basilea, al Masters di Parigi Bercy estromette Feliciano López e Nicolás Almagro e nei quarti viene superato da Đoković. Si qualifica per la prima volta alle ATP Finals, entra come nº 8 del ranking ed esordisce battendo Berdych, perde dopo due tiebreak contro Nadal e si qualifica per le semifinali grazie alla vittoria in tre set contro David Ferrer. In semifinale viene di nuovo sconfitto da Đoković, questa volta per 3-6, 3-6. Chiude il 2013 all'8ª posizione del ranking, con il bilancio record di 51 vittorie e 23 sconfitte.

### 2014: primo titolo Slam, nº 3 del ranking, primo Masters 1000 e trionfo in Coppa Davis
Inizia il 2014 vincendo il suo secondo titolo ATP al Chennai Open battendo 7-5, 6-2 in finale Édouard Roger-Vasselin. Agli Australian Open supera negli ottavi Tommy Robredo e nei quarti ha la meglio per 9-7 al quinto set contro Đoković, che lo aveva battuto negli ultimi 14 incontri. Dopo aver eliminato in semifinale Berdych in quattro set, in finale sconfigge Rafael Nadal con il punteggio di 6-3 6-2 3-6 6-3, aggiudicandosi il suo primo torneo dello Slam in carriera e raggiungendo per la prima volta la 3ª posizione del ranking ATP. Al Masters 1000 di Indian Wells viene eliminato negli ottavi da Kevin Anderson; disputa anche il torneo di doppio con Federer e raggiungono la semifinale. All'Open di Miami cede negli ottavi a Aleksandr Dolhopolov. Nella sfida dei quarti di Coppa Davis vinta 3-2 contro il Kazakistan viene sconfitto da Andrej Golubev e vince contro Michail Kukuškin dopo aver perso il doppio assieme a Federer.

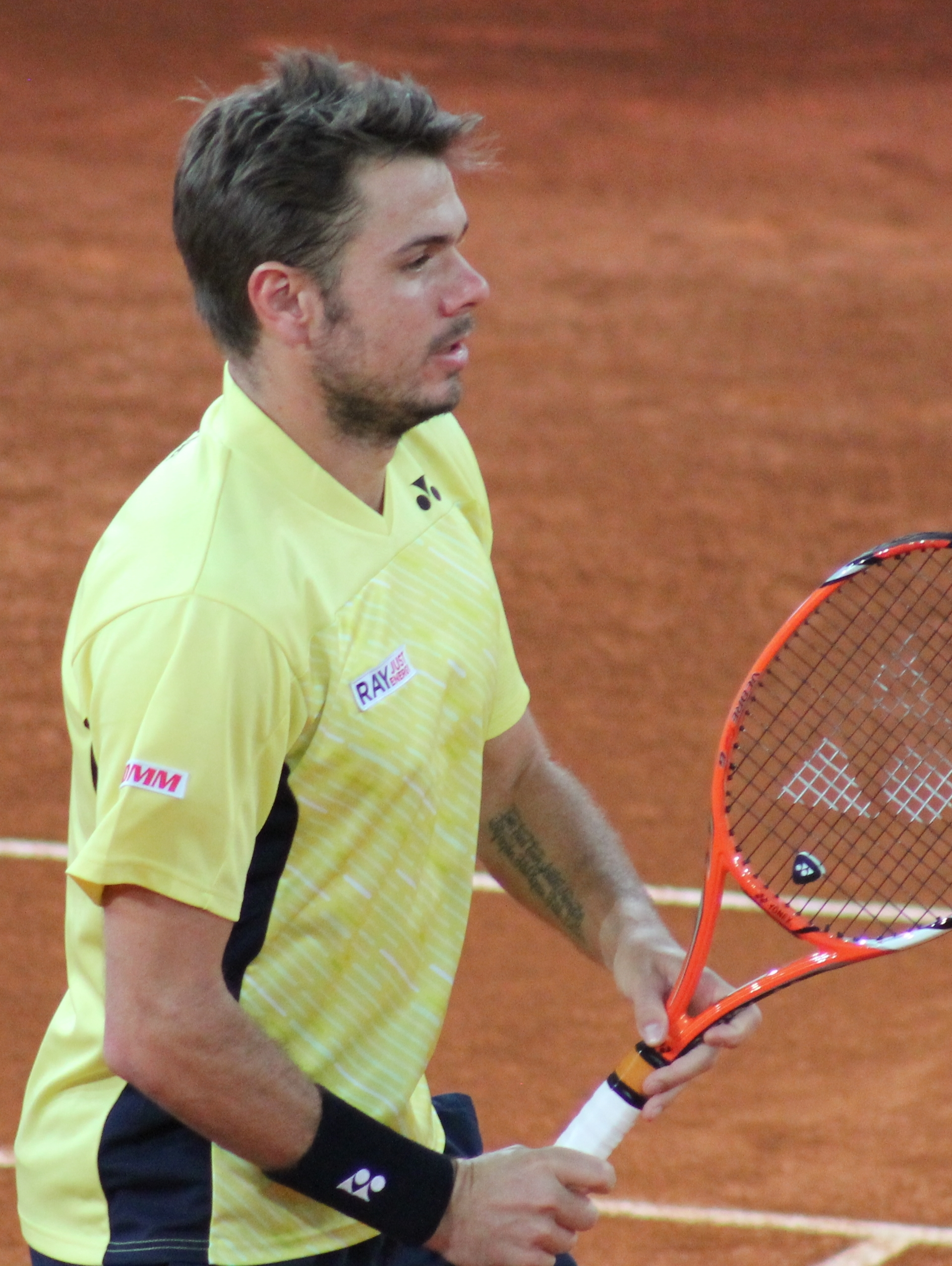
Wawrinka in azione a Madrid nel 2014

Al Monte Carlo Masters batte Marin Čilić, Milos Raonic nei quarti e David Ferrer in semifinale. In finale contro Roger Federer perde il primo set 4-6 e vince gli altri parziali per 7-6 e 6-2, conquistando il terzo titolo stagionale e il primo Masters 1000 in carriera. È la sua seconda vittoria su Federer, e arriva dopo undici sconfitte consecutive. Al Madrid Open difende la finale dell'anno precedente ma viene eliminato all'esordio dall'emergente Dominic Thiem. Agli Internazionali d'Italia viene eliminato negli ottavi da Tommy Haas. Al Roland Garros subisce al primo turno una sconfitta a sorpresa contro Guillermo García López. Al Queen's perde in semifinale contro Grigor Dimitrov. Con quest'ultimo partecipa anche al torneo di doppio e raggiungono gli ottavi. A Wimbledon raggiunge i quarti con la vittoria su Feliciano López e viene sconfitto da Federer.
A Toronto viene eliminato negli ottavi sia in singolare da Kevin Anderson che in doppio insieme a Novak Đoković. A Cincinnati supera Marin Čilić e nei quarti viene battuto da Julien Benneteau. Negli ottavi degli US Open supera Tommy Robredo facendo registrare 75 colpi vincenti e nei quarti viene sconfitto al quinto set da Kei Nishikori. Nella semifinale di Coppa Davis contro l'Italia batte Fabio Fognini e perde in doppio insieme a Marco Chiudinelli; con le due vittorie in singolare di Federer passano il turno gli svizzeri, che per la seconda volta arrivano in finale dopo quella persa nella Coppa Davis 1992 contro gli Stati Uniti.
Eliminato al primo incontro nei tre tornei successivi e al secondo turno del Masters di Parigi-Bercy, nel round robin delle World Tour Finals lascia due giochi a Berdych, perde 3-6, 0-6 dal numero 1 ATP Đoković e si qualifica alla semifinale superando Cilic in tre set. Viene eliminato da Federer perdendo al tie break del set decisivo. Nella finale di Coppa Davis contro la Francia batte in quattro set Jo-Wilfried Tsonga, in coppia con Federer sconfigge 6-3, 7-5, 6-4 Benneteau / Gasquet e il terzo giorno Federer domina Gasquet in tre set conquistando il punto decisivo, regalando alla Svizzera la prima storica vittoria nel torneo. Chiude la stagione al 4º posto in classifica, suo miglior ranking di fine anno, con 39 vittorie e 17 sconfitte.

### 2015: la vittoria al Roland Garros
Inizia il 2015 nuovamente al Chennai Open da campione in carica e rivince il torneo senza perdere alcun set battendo nell'ordine Borna Ćorić, Gilles Müller, in semifinale David Goffin; in finale supera Aljaž Bedene con il punteggio di 6-4, 6-3, conquistando così l'ottavo titolo in carriera, il terzo al Chennai Open. Agli Australian Open è campione in carica e arriva senza grandi difficoltà in semifinale dove si arrende in cinque set a Novak Đoković, che si prende così la rivincita del 2014. Wawrinka termina così la serie di 10 vittorie consecutive e scende dal quarto al nono posto del ranking. All'ATP 500 di Rotterdam supera nell'ordine Jesse Huta Galung, Guillermo García López, Gilles Müller e in semifinale Milos Raonic. Il 15 febbraio si aggiudica il 9º torneo in carriera prevalendo in finale per 4-6, 6-3, 6-4 sul campione uscente Tomáš Berdych. A Marsiglia viene eliminato nei quarti di finale da Serhij Stachovs'kyj. Wawrinka e Federer danno forfait per la successiva sfida di Davis che la Svizzera perde contro il Belgio.

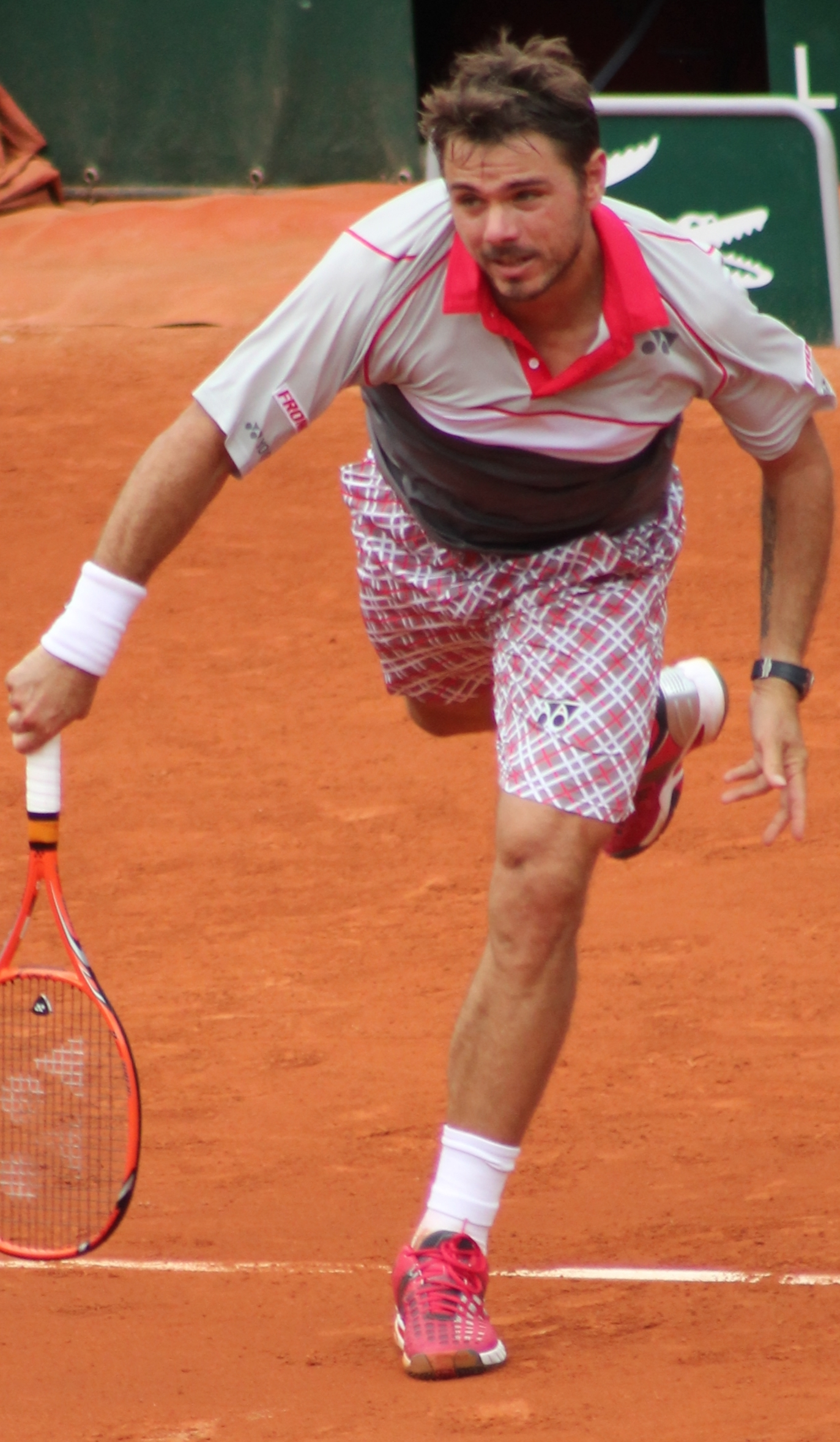
Wawrinka al Roland Garros 2015

Al Masters 1000 di Indian Wells perde al primo turno da Robin Haase e al successivo Masters di Miami esce al terzo turno per mano di Adrian Mannarino dopo due tie-break. Al Monte Carlo Masters è il detentore del titolo e dopo aver superato al primo turno Juan Mónaco viene sconfitto da Grigor Dimitrov in due set. Al Madrid Open batte al secondo turno João Souza e viene eliminato nuovamente agli ottavi da Dimitrov in 3 set. Agli Internazionali d'Italia 2015 batte nei primi turni Juan Mónaco e Dominic Thiem e nei quarti sconfigge per la prima volta in carriera su terra battuta Rafael Nadal per 7-6, 6-2. In semifinale viene sconfitto da Federer con il punteggio di 4-6, 2-6. Partecipa come testa di serie numero 1 alla prima edizione del torneo casalingo di Ginevra e viene eliminato nei quarti da Federico Delbonis. Ai primi turni del Roland Garros supera nell'ordine Marsel İlhan, Dušan Lajović, Steve Johnson e Gilles Simon. Nei quarti di finale sconfigge Federer 6-4, 6-3, 7-6 e in semifinale Jo-Wilfried Tsonga 6-3, 6-7, 7-6, 6-4. Alla sua prima finale nello Slam parigino supera Đjoković dopo 3 ore e 12 minuti di gioco col risultato di 4-6 6-4 6-3 6-4, risultato che gli permette di tornare al quarto posto nel ranking.
A Wimbledon supera i primi quattro turni senza perdere set ed esce ai quarti di finale per mano di Richard Gasquet, che si impone 9-7 al quinto set negandogli la prima semifinale nello Slam londinese. A Montréal si ritira al primo turno per problemi alla schiena; a Cincinnati vince al terzo set contro Borna Ćorić e Ivo Karlović prima di essere eliminato ai quarti da Djokovic. Agli US Open batte in sequenza Albert Ramos Viñolas, Chung Hyeon, Ruben Bemelmans, Donald Young e Kevin Anderson, e in semifinale viene sconfitto in tre set da Federer. L'11 ottobre si aggiudica il quarto titolo stagionale all'Open del Giappone battendo in finale Benoît Paire con il punteggio di 6-2 6-4. Al Masters 1000 di Shanghai perde nei quarti contro Rafael Nadal. Al Masters di Parigi si prende la rivincita su Nadal battendolo con due tie-break e in semifinale perde in tre set da Đoković. Alle ATP Finals raggiunge nuovamente la semifinale con le vittorie nel round-robin contro Andy Murray e David Ferrer. In semifinale affronta Federer e viene sconfitto per 5-7, 3-6. Chiude la stagione al 4º posto della classifica mondiale, bissando il suo miglior risultato dell'anno precedente, con 55 vittorie e 18 sconfitte.

### 2016: il terzo Slam agli US Open
Apre ancora la stagione a Chennai, dove è campione uscente e testa di serie numero 1, elimina Andrej Rublëv, Guillermo García López e in semifinale sconfigge Benoît Paire. In finale ha la meglio su Borna Ćorić per 6-3, 7-5, vincendo il titolo senza mai perdere un set. All'Australian Open 2016 è testa di serie nº 4 e passa il primo turno per il ritiro di Dmitrij Tursunov; supera poi in tre set Radek Štěpánek e Lukáš Rosol prima di perdere in cinque set negli ottavi di finale da Milos Raonic. Al successivo torneo di Marsiglia esce nei quarti per mano di Paire. Raggiunge la finale a Dubai Tennis Championships 2016 con i successi in sequenza su Serhij Stachovs'kyj, Franko Škugor, Philipp Kohlschreiber e grazie al ritiro in semifinale di Nick Kyrgios. Si aggiudica il secondo titolo stagionale sconfiggendo in finale Marcos Baghdatis per 6-4, 7-6. A Indian Wells viene eliminato al terzo incontro dalla testa di serie nº 15 David Goffin, mentre al Miami Open non va oltre il primo turno, battuto da Andrej Kuznecov.

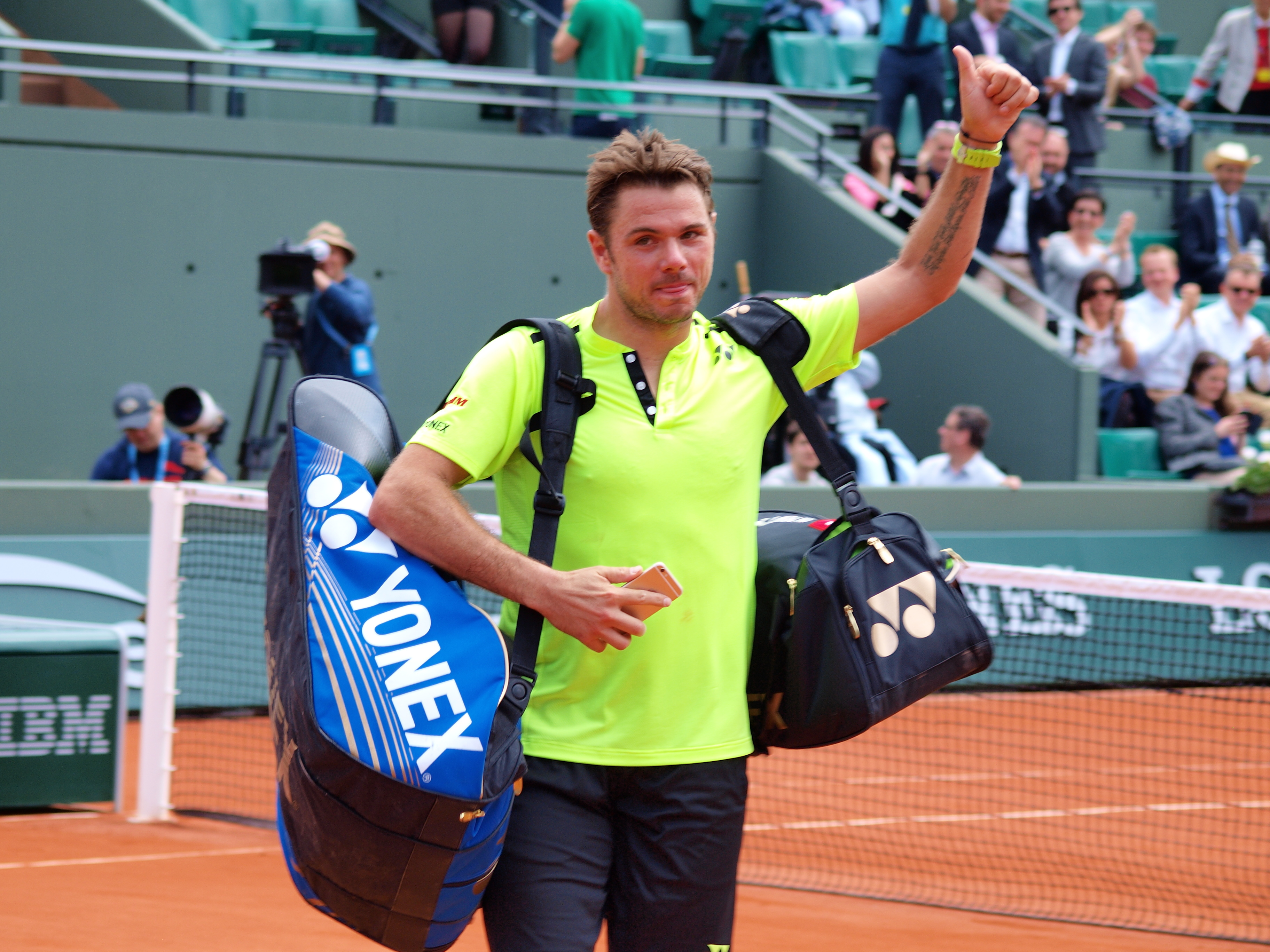
Stan Wawrinka al Roland Garros 2016

Al Monte Carlo Masters perde nei quarti contro Rafael Nadal, che vincerà il torneo. Al successivo Masters di Madrid viene sconfitto al primo turno da Nick Kyrgios e agli Internazionali d'Italia al secondo da Juan Mónaco. Al Geneva Open 2016 è testa di serie nº 1 e batte Albert Ramos Viñolas, Pablo Carreño Busta, Lukáš Rosol e in finale supera Marin Čilić per 6-4 7-6, assicurandosi il terzo titolo della stagione. Al Roland Garros è testa di serie n.3 e campione in carica. Al primo turno rimonta a Lukáš Rosol due set e si impone al quinto. Supera poi Tarō Daniel, Jérémy Chardy, Viktor Troicki e Albert Ramos Viñolas, e in semifinale cede in 4 set a Andy Murray. Esce al primo turno sull'erba dei Queen's Club Championships e al secondo turno nel torneo di Wimbledon per mano di Juan Martín del Potro.
Al Canadian Open arriva in semifinale senza perdere un set e viene sconfitto da Kei Nishikori. Non partecipa alle Olimpiadi di Rio e al terzo turno a Cincinnati viene eliminato da Grigor Dimitrov. Agli US Open è testa di serie nº 3; al terzo turno salva un match point prima di battere Daniel Evans e si prende quindi la rivincita su Juan Martín del Potro. In semifinale sconfigge Kei Nishikori in quattro set e in finale si trova davanti il numero 1 del mondo e detentore del titolo Novak Đoković, che batte con il punteggio di 6-7, 6-4, 7-5, 6-3. Vince così per la prima volta l'Open degli Stati Uniti, il suo terzo Slam vinto su tre finali disputate, sconfiggendo il nº 1 mondiale in finale come nelle finali precedenti. Ritorna al 3º posto della "race to London" per la qualificazione al torneo di fine anno, e consolida il terzo posto nel ranking generale. Con questo successo vince la sua undicesima finale consecutiva nel circuito ATP. Questo record viene interrotto al successivo ATP 250 di San Pietroburgo, dove viene sconfitto in finale da Alexander Zverev, che si aggiudica il primo titolo in carriera. L'ultima apparizione stagionale sono le prestigiose ATP Finals, dove viene eliminato nel round-robin con la vittoria su Čilić e le sconfitte contro Nishikori e Murray. Alla fine del 2016 è 4º nel ranking ATP per il terzo anno consecutivo con un bilancio di 46 vittorie e 18 sconfitte.

### 2017: finale al Roland Garros e infortunio

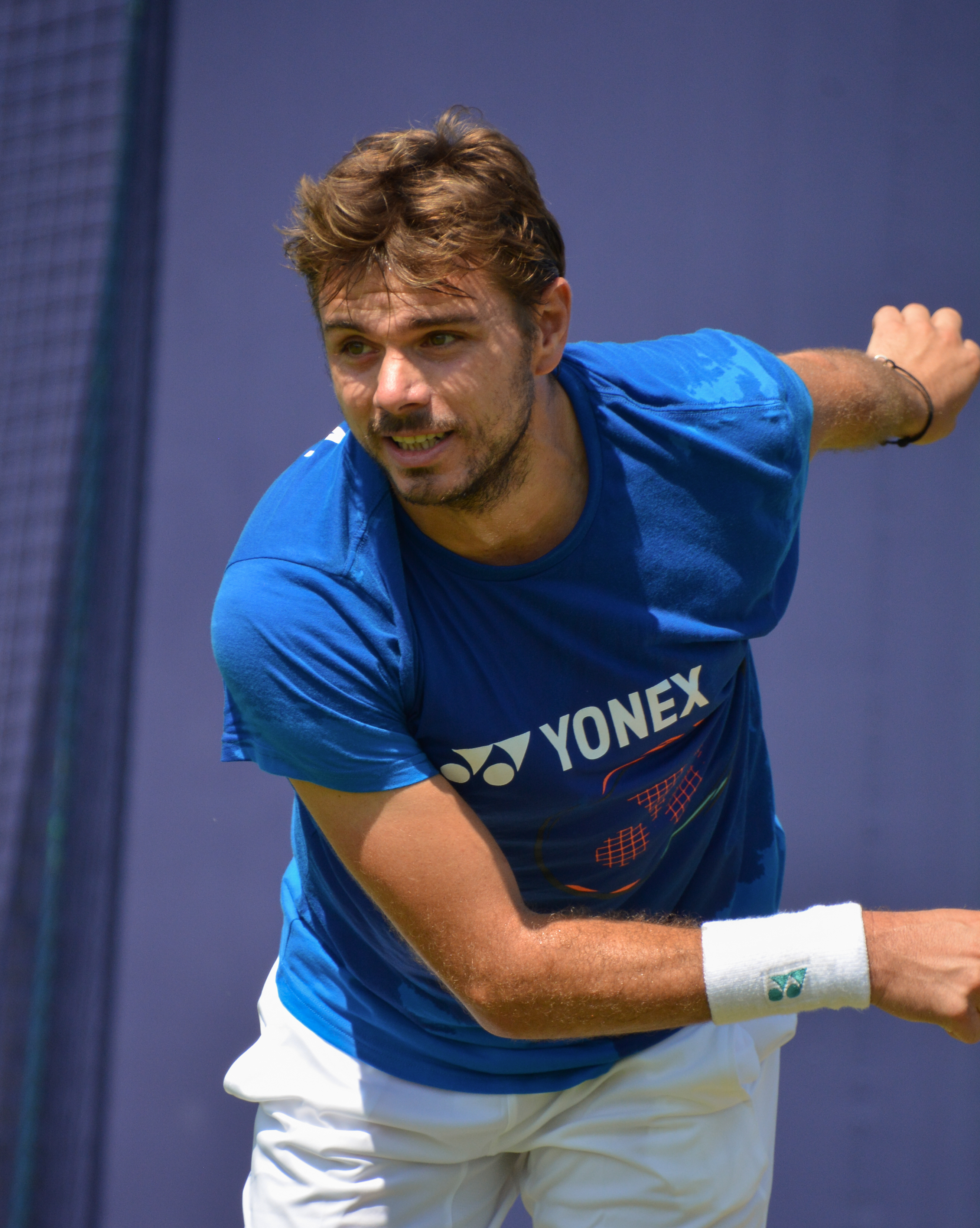
Stan Wawrinka nel 2017

Inizia il 2017 a Brisbane, dove batte Viktor Troicki e Kyle Edmund prima di arrendersi in semifinale a Kei Nishikori. All'Australian Open gli sono necessari cinque set per battere al primo turno Martin Kližan, supera quindi Steve Johnson, Viktor Troicki, Andreas Seppi e nei quarti di finale Jo-Wilfried Tsonga. In semifinale rimonta due set a Federer, che riprende il controllo del match e si impene per 6-3 al quinto dopo più di tre ore di gioco. Al successivo torneo ATP 500 di Dubai è campione uscente ma viene battuto a sorpresa al primo turno da Damir Džumhur. Al Masters 1000 di Indian Wells, dopo un bye al primo turno batte nell'ordine Paolo Lorenzi, Philipp Kohlschreiber, Yoshihito Nishioka, Dominic Thiem e in semifinale ha la meglio su Pablo Carreño Busta. Raggiunge così la sua prima finale all'Indian Wells Tennis Garden e viene sconfitto da Federer per 6-4, 7-5. Al Miami Open è testa di serie numero uno e dopo i successi su Horacio Zeballos e Malek Jaziri viene eliminato al quarto turno da Alexander Zverev.
Sconfitto al terzo turno da Pablo Cuevas a Monte Carlo e al secondo da Benoît Paire a Madrid, agli Internazionali d'Italia si prende la rivincita su Paire e viene eliminato da John Isner. Subito dopo difende il titolo a Ginevra, battendo in finale Miša Zverev col punteggio di 4-6, 6-3, 6-3. Conquista così il suo sedicesimo titolo in carriera e primo della stagione. Al Roland Garros batte in sequenza Kovalík, Dolhopolov, Fognini, Monfils e nei quarti Čilić senza perdere set. In semifinale supera Andy Murray col punteggio di 6(6)–7, 6-3, 5-7, 7–6(3), 6-1 e viene sconfitto in finale da Rafael Nadal per 6-2, 6-3, 6-1. Esce al primo turno sia al Queen's, eliminato dal futuro vincitore Feliciano López, che a Wimbledon, dove viene sconfitto in 4 set da Daniil Medvedev, alla sua prima vittoria in uno Slam. È l'ultimo incontro dell'anno, a causa di un problema al ginocchio sinistro si sottopone a due interventi chirurgici ed è costretto a saltare la restante parte della stagione. Giunto al 3º posto del ranking prima del torneo di Wimbledon, a fine anno si ritrova 9º con un bilancio di 26 vittorie e 11 sconfitte.

### 2018: crollo nel ranking e risalita
Dopo la convalescenza rientra nel circuito agli Australian Open e viene seccamente battuto in tre set al secondo turno dal nº 97 ATP Tennys Sandgren. Si presenta quindi all'ATP 250 di Sofia e viene battuto in semifinale da Mirza Bašić, che si aggiudicherà il torneo. La settimana dopo perde al primo turno del torneo di Rotterdam contro la wild-card olandese Tallon Griekspoor, nº 259 del mondo. Si ritira infine durante l'incontro di primo turno all'Open 13 di Marsiglia per il riacutizzarsi del dolore al ginocchio e per un infortunio al polpaccio che lo costringono a un nuovo periodo di riposo e alla 25ª posizione nel ranking.

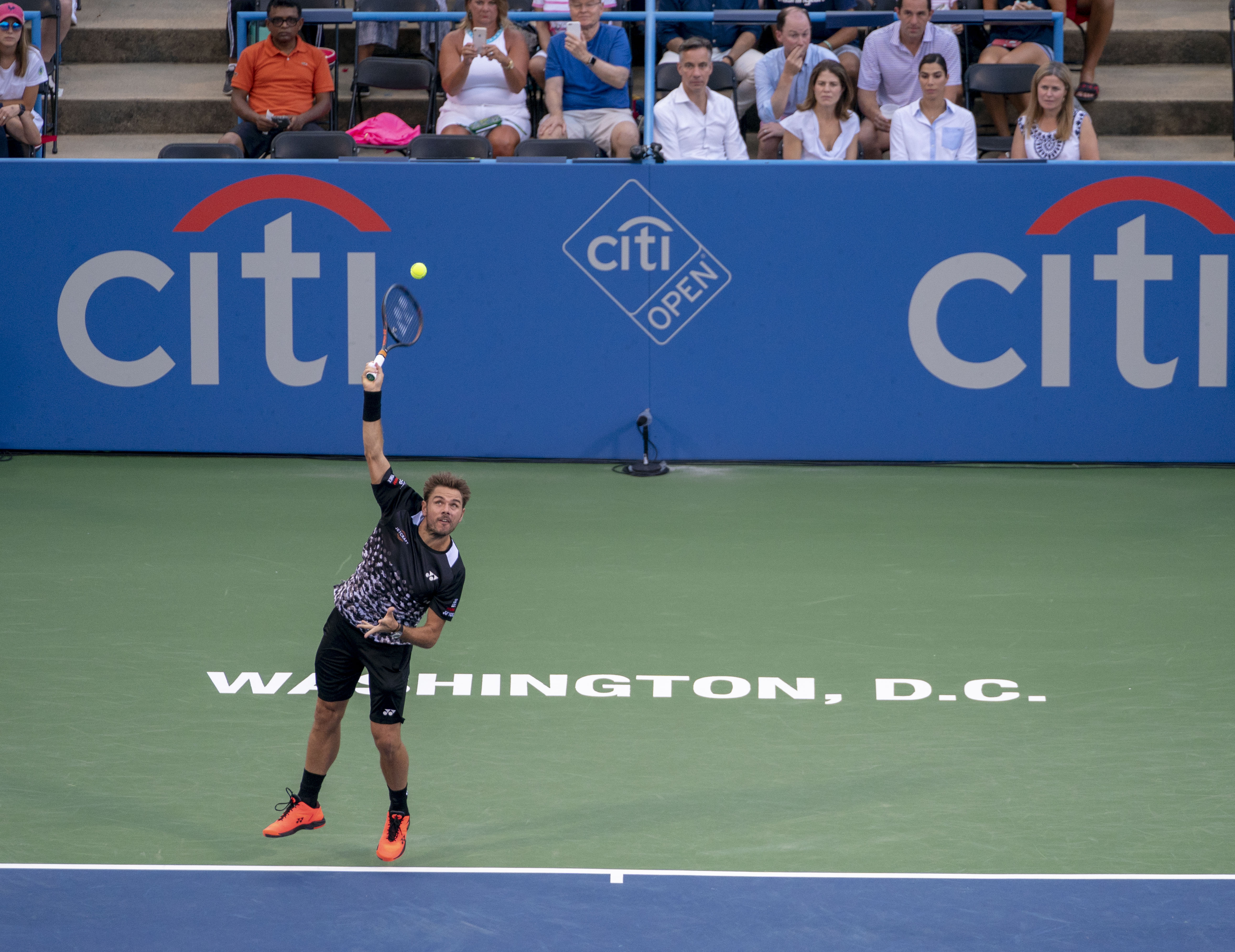
Stan Wawrinka al Citi Open 2018

Torna a giocare due mesi dopo e perde al primo turno degli Internazionali d'Italia contro il nº 48 ATP Steve Johnson. All'ATP 250 di Ginevra, che ha vinto nelle ultime due edizioni, viene eliminato nei quarti da Márton Fucsovics. La settimana dopo viene superato in 5 set al primo turno del Roland Garros da Guillermo García López. Non riesce così a difendere i 1200 punti guadagnati con la finale dell'anno prima e l'11 giugno si trova alla 263ª posizione del ranking, la più bassa dall'agosto 2003. In preparazione a Wimbledon gioca sull'erba del Queen's e viene eliminato al secondo turno da Sam Querrey. Al successivo torneo di Eastbourne perde al primo turno contro Andy Murray, a sua volta rientrato dopo una lunga convalescenza. La tendenza negativa sembra interrompersi a Wimbledon, dove al primo turno supera in 4 set la testa di serie nº 6 Grigor Dimitrov, ma al secondo viene battuto in 3 set dal nº 133 ATP Thomas Fabbiano.
Il periodo negativo prosegue sul cemento del Washington con l'eliminazione al primo turno ad opera del nº 234 ATP Donald Young. Ritrova la forma nel successivo Masters 1000 di Toronto, dove batte in tre set al primo turno il nº 16 ATP Nick Kyrgios e al secondo Fucsovics. Al terzo turno tiene testa al nº 1 del mondo Nadal, perde il primo set con il break decisivo dopo un'interruzione per pioggia e nel secondo costringe al tie-break lo spagnolo, che si impone 7-5, 7-6. Conferma il buon momento a Cincinnati battendo all'esordio la testa di serie nº 12 Diego Schwartzman in tre set, al secondo turno piega in due set Kei Nishikori, a sua volta reduce da un infortunio. Al terzo turno batte ancora Fucsovics e nei quarti perde contro il nº 2 ATP Federer con il punteggio di 7–6(2), 6(6)–7, 2-6. Agli US Open batte nuovamente Dimitrov al primo turno, al secondo ha la meglio su Ugo Humbert prima di cedere a Milos Raonic. Subito dopo arriva in semifinale a San Pietroburgo, perdendo in tre set da Martin Kližan. Con le eliminazioni premature a Tokyo e allo Shanghai Masters, chiude la stagione al 59º posto del ranking.

### 2019: quarti al Roland Garros
Inizia il 2019 a Doha battendo al primo turno il nº 11 ATP Karen Chačanov e cede nei quarti a Roberto Bautista Agut che si aggiudicherà il torneo. Non va oltre il secondo turno all'Australian Open, sconfitto da Raonic in quattro set tutti risoltisi al tie-break. Torna in finale in un ATP 500 a Rotterdam e viene battuto in tre set da Gaël Monfils dopo aver vinto la semifinale contro il nº 7 ATP Kei Nishikori. Questo torneo gli consente di guadagnare 27 posizioni in classifica e approdare al 41º posto. Esce quindi nei quarti ad Acapulco contro Nick Kyrgios, che vincerà il titolo battendo Alexander Zverev in finale. All'Indian Wells Open perde contro Federer al terzo turno e al successivo Miami Open perde al secondo turno contro Filip Krajinović dopo essere stato in vantaggio per 5-2 nel tie-break decisivo.

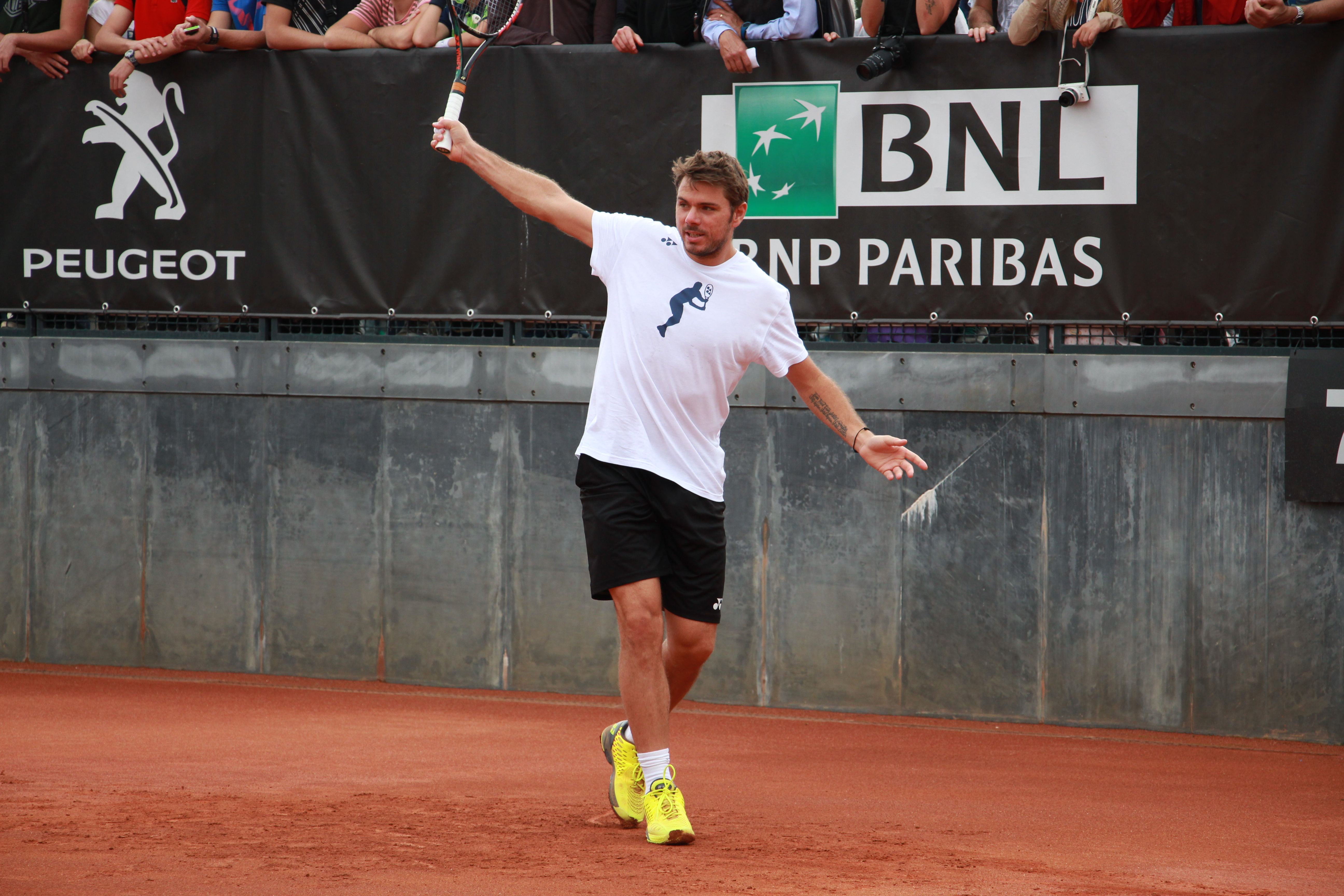
Wawrinka in allenamento nel 2019

Fa il suo esordio stagionale sulla terra battuta a Monte-Carlo e al primo turno batte in due set Lucas Pouille, al secondo perde in tre set contro Marco Cecchinato dopo essere stato in vantaggio 6-0, 2-0. Rientra nel circuito dopo tre settimane al Madrid Open e viene sconfitto 1-6, 2-6 nei quarti da Nadal dopo aver eliminato al turno precedente il nº 7 del mondo Nishikori. Viene quindi eliminato al primo turno agli Internazionali d'Italia e a Ginevra. Al Roland Garros approda per la quinta volta ai quarti di finale. Elimina nell'ordine Jozef Kovalík, Cristian Garín e Grigor Dimitrov ottenendo la sua vittoria nº 500 nel circuito maggiore. Negli ottavi di finale si impone 8-6 al quinto set contro il nº 6 del mondo Stefanos Tsitsipas dopo 5 ore e 9 minuti di gioco, nel quarto match più lungo nella storia del torneo. A interrompere il suo cammino è il nº 3 del mondo Roger Federer, che lo supera in quattro set. A fine torneo rientra tra i top 20 del ranking dopo quasi 15 mesi. A Wimbledon viene eliminato al secondo turno dallo statunitense Opelka in cinque set. Nell'ultimo Slam dell'anno a New York si spinge fino ai quarti di finale battendo anche il numero uno del mondo Novak Đoković prima di arrendersi nei quarti a Danil Medvedev. Raggiunge l'ultima finale della stagione nel torneo 250 di Anversa e viene battuto da Andy Murray in tre set. Chiude la stagione al numero 16 del ranking.

### 2020: quarti agli Australian Open e un titolo Challenger
Inizia il 2020 sul cemento di Doha e viene eliminato in semifinale da Corentin Moutet, rivelazione del torneo. Partecipa anche al torneo di doppio insieme a Frances Tiafoe e viene eliminato nei quarti di finale. Agli Australian Open raggiunge i quarti di finale battendo Džumhur, Seppi, Isner e il nº 4 del mondo Daniil Medvedev, sul quale si impone per 6-2 al set decisivo, e viene eliminato dal nº 7 ATP Alexander Zverev al quarto set. Ad Acapulco viene sconfitto nei quarti da Grigor Dimitrov. Sono gli unici tre impegni di inizio stagione, dopo la pausa del tennis mondiale per la pandemia di COVD-19 rientra in agosto e vince il Challenger di Praga con il successo in finale su Aslan Karacev, conquistando il primo titolo dal 2017. Al successivo Challenger Praga 2 raggiunge i quarti di finale e si ritira dal torneo per un infortunio al piede sinistro. Non prende parte agli US Open e si ripresenta dopo oltre due settimane al Masters romano, dove esce al primo turno contro il nº 249 ATP Lorenzo Musetti. In quei giorni annuncia la separazione dal coach Magnus Norman, che lo seguiva dal 2013 e l'ha accompagnato nei suoi maggiori successi. Dopo altre due settimane supera in tre set Andy Murray al primo turno del Roland Garros, al secondo ha la meglio su Dominik Koepfer e viene eliminato al quinto set al terzo dal nº 239 ATP Hugo Gaston. Raggiunge i quarti di finale all'ATP 500 di San Pietroburgo e viene sconfitto da Denis Shapovalov dopo aver superato Daniel Evans ed Evgenij Donskoj. Eliminato da Cristian Garín nell'incontro di esordio a Vienna, arriva di nuovo ai quarti nell'ultimo impegno stagionale, il Masters 1000 di Parigi-Bercy; batte di nuovo Evans al primo turno, ha quindi la meglio su Tommy Paul e sul nº 8 del mondo Andrej Rublëv e viene eliminato al quarto turno da Alexander Zverev.

### 2021-2022: operazioni al piede, crollo nel ranking e rientro nel circuito
Fa il suo debutto stagionale a inizio febbraio a Melbourne e dà forfait nei quarti dopo aver eliminato in tre set Michail Kukuškin e Alex Bolt. All'Australian Open supera in tre set Pedro Sousa al primo turno e cede per 11-9 nel tiebreak del quinto set contro Márton Fucsovics al secondo. Rientra dopo quasi tre settimane ed esce al primo turno sia a Rotterdam che a Doha. In marzo si sottopone a un'operazione al piede sinistro che gli faceva male da diverso tempo, gli esiti non sono quelli sperati e a giugno si fa nuovamente operare. Torna alle competizioni a fine marzo del 2022 all'Andalucía Challenger, ripartendo dal 232º posto nel ranking, e viene sconfitto al primo turno da Elias Ymer. Rientra nel circuito maggiore a Monte Carlo e fornisce una buona prestazione nell'incontro di primo turno che perde in tre set contro Aleksandr Bublik. Scende comunque alla 361ª posizione del ranking. Vince il primo incontro dopo oltre 15 mesi agli Internazionali d'Italia battendo al primo turno il nº 14 del mondo Reilly Opelka, supera quindi anche Laslo Đere e viene eliminato al terzo turno da Đoković; con questi risultati guadagna oltre 100 posizioni nel ranking e si porta alla 257ª.
Eliminato al primo turno al Roland Garros, al Queen's sconfigge Frances Tiafoe e viene eliminato al secondo turno. Prende parte al torneo di Wimbledon e perde al primo turno contro Jannik Sinner in 4 set. Esce al primo turno anche nei quattro tornei successivi tra i quali gli US Open, dove si ritira durante il match che stava perdendo contro Corentin Moutet. Torna in campo tre settimane dopo a Metz, dove supera le qualificazioni, al secondo turno del main draw batte il nº 4 del mondo Daniil Medvedev e con il successo su Mikael Ymer accede alla semifinale, la prima nel circuito ATP dal gennaio 2020. Un risentimento al tendine del ginocchio sinistro lo costringe al ritiro nel match contro Aleksandr Bublik, e a fine torneo rientra nella top 200. Eliminato al primo turno nei due tornei successivi, al turno di esordio a Basilea supera in due set il nº 3 del mondo Casper Ruud, ha quindi la meglio su Brandon Nakashima ed esce nei quarti per mano di Roberto Bautista Agut, risultati con cui guadagna 41 posizioni in classifica e a fine stagione risale alla 148ª. In quei giorni annuncia il ritorno alla collaborazione con il coach Magnus Norman.

### 2023, una finale e rientro in top 40 in singolare e un titolo in doppio
All'esordio stagionale vince uno dei due incontri disputati alla United Cup e la Svizzera viene eliminata dalla Polonia. Sconfitto al primo turno agli Australian Open, conquista il punto decisivo nella sfida di Coppa Davis con cui la Svizzera elimina i tedeschi. Continua a risalire nel ranking con i quarti di finale raggiunti a Rotterdam e Marsiglia e a fine febbraio rientra nella top 100. A Indian Wells torna a disputare gli ottavi in un Masters con i successi sul nº 26 del mondo Miomir Kecmanović e il nº 8 Holger Rune e viene eliminato da Jannik Sinner. Risale alla 74ª posizione mondiale dopo il secondo turno raggiunto a Monte Carlo, Madrid, Roma e al Roland Garros e il terzo turno a Wimbledon. A luglio torna a conquistare un titolo ATP vincendo il torneo di doppio a Gstaad 6 anni dopo l'ultimo successo in singolare e 10 anni dopo l'ultimo in doppio; gioca in coppia con Dominic Stricker e in finale sconfiggono Marcelo Demoliner / Matwé Middelkoop per 7-6, 6-2; nel torneo di singolare non supera il secondo turno.
La settimana successiva disputa una finale ATP anche in singolare a Umago, 3 anni e 9 mesi dopo l'ultima persa all'European Open 2019; raggiunge l'ultimo atto del torneo senza perdere alcun set, in semifinale supera il nº 43 del mondo Lorenzo Sonego e viene sconfitto da Alexei Popyrin con il punteggio di 7-6, 3-6, 4-6, a fine torneo rientra nella top 50. Esce di scena al terzo turno al Cincinnati Open dopo aver sconfitto il nº 10 del mondo Frances Tiafoe, si ferma al terzo turno anche agli US Open, sconfitto in 4 set da Jannik Sinner, e risale alla 40ª posizione. Nei tre match disputati nella fase a gruppi delle Finali di Coppa Davis vince solo quello contro Cameron Norrie e la Svizzera chiude ultima nel girone. Negli ultimi sei tornei ATP del 2023 raggiunge il secondo turno solo due volte e chiude la stagione al 49º posto.

### 2024, crollo nel ranking, una semifinale ATP e risalita
All'esordio stagionale perde al primo turno agli Australian Open contro Mannarino al quinto set, nei successivi tornei raggiunge raramente il secondo turno. Di rilievo il successo su Andy Murray al primo turno del Roland Garros ed esce di scena al secondo turno. Viene eliminato al secondo turno anche a Wimbledon – e a fine torneo esce dalla top 100 – e ai Giochi olimpici di Parigi. Torna alle competizioni dopo un mese e viene sconfitto all'esordio agli US Open, risultato con cui esce anche dalla top 200. Allo Shanghai Masters esce di scena al secondo turno dopo aver battuto il top 50 Giovanni Mpetshi Perricard. Rientra nella top 200 con la semifinale raggiunta allo Stockholm Open, e viene sconfitto da Tommy Paul dopo aver eliminato Brandon Nakashima, Alejandro Davidovich Fokina e il nº 7 del mondo Andrej Rublëv. Risale fino alla 148ª posizione e chiude la stagione in 161ª.

### 2025
Nei primi mesi del 2025 vince solo uno degli otto match disputati nel circuito maggiore, e alcuni altri nelle qualificazioni e nel circuito Challenger. Il primo risultato importante arriva a maggio con la finale raggiunta al Challenger 175 Open du Pays d'Aix, elimina tra gli altri il top 30 Alexei Popyrin e cede nel tie break decisivo a Borna Ćorić; risale alla 132ª posizione mondiale, la migliore degli ultimi nove mesi. Esce al primo turno al Roland Garros.

## Caratteristiche tecniche
La sua superficie preferita è la terra battuta e il suo colpo migliore è il rovescio a una mano. Dispone di una prima palla di servizio particolarmente incisiva (in grado di raggiungere punte di 234 km/h), anche la seconda è solida. Il diritto è estremamente solido e il potente rovescio a una mano viene considerato dagli esperti fra i migliori del circuito. Non scende spesso a rete, nonostante abbia un'ottima sensibilità e sia molto efficace nelle volée. È particolarmente solido da fondo campo con i suoi colpi molto potenti con i quali effettua vincenti da ogni parte del campo e trasforma azioni difensive in offensive.
La risposta è probabilmente il suo vero tallone d'Achille, soprattutto col dritto con cui non riesce ad anticipare la palla e deve spesso ricorrere al chop per avviare lo scambio.
Nonostante non abbia mai vinto un torneo sull'erba, possiede un gioco efficace anche su questa superficie, come ha dimostrato nei quarti di finale di Wimbledon nel 2014 contro Roger Federer.

## Statistiche

### Tornei dello Slam (4)

#### Vinte (3)
| N. | Data              | Torneo                     | Superficie  | Avversari in finale | Punteggio             |
| 1. | 26 gennaio 2014   | Australian Open, Melbourne | Cemento     | Rafael Nadal        | 6–3, 6–2, 3–6, 6–3    |
| 2. | 7 giugno 2015     | Open di Francia, Parigi    | Terra rossa | Novak Đoković       | 4–6, 6–4, 6–3, 6–4    |
| 3. | 11 settembre 2016 | US Open, New York          | Cemento     | Novak Đoković       | 6(1)–7, 6–4, 7–5, 6–3 |

#### Finali perse (1)
| N. | Data           | Torneo                  | Superficie  | Avversari in finale | Punteggio     |
| 1. | 11 giugno 2017 | Open di Francia, Parigi | Terra rossa | Rafael Nadal        | 2–6, 3–6, 1–6 |

### Testa a testa
Nella seguente tabella vengono elencati i primi sette tennisti per numero di sfide contro Wawrinka. È indicato il numero degli incontri totali disputati contro ciascun avversario, il bilancio sulle varie superfici e quello globale.
In grassetto sono indicati i giocatori ancora in attività.
Aggiornato al 7 luglio 2023.
| N° | Giocatore     | Incontri disputati | Partite V-P | V%     | Cemento | Terra | Erba | Sintetico |
| 1. | Novak Đoković | 27                 | 6-21        | 23,00% | 4-14    | 2-6   | 0-1  | 0-0       |
| 2. | Roger Federer | 26                 | 3-23        | 11,54% | 0-17    | 3-5   | 0-1  | 0-0       |
| 3. | Rafael Nadal  | 22                 | 3-19        | 13,64% | 2-11    | 1-8   | 0-0  | 0-0       |
| 4. | Andy Murray   | 22                 | 9-13        | 40,91% | 4-9     | 5-1   | 0-3  | 0-0       |
| 5. | Tomáš Berdych | 16                 | 11-5        | 66,66% | 8-4     | 3-0   | 0-0  | 0-1       |
| 6. | Marin Čilić   | 15                 | 13-2        | 86,67% | 7-2     | 5-0   | 1-0  | 0-0       |
| 7. | David Ferrer  | 14                 | 7-7         | 50,00% | 3-2     | 3-5   | 0-0  | 1-0       |